# Pharoideae
Pharoideae L. G. Clark & Judziewicz é uma subfamília da família Poaceae (Gramineae).

## Sinônimo
- Pharaceae (Stapf) Herter

## Classificação das Pharoideae

### *Referência:GRIN Taxonomy for Plants USDA
| Tribo   | Gêneros                                   |
| ------- | ----------------------------------------- |
| Phareae | Leptaspis - Pharus - Scrotochloa - Suddia |

### *Referência:Taxonomy Browser NCBI
| Tribo   | Gêneros |
| ------- | ------- |
| Phareae | Pharus  |

## Observação
A DELTA: L.Watson e M.J.Dallwitz classifica a tribo Phareae na subfamília Bambusoideae.